# 傑尼斯家族俱樂部
傑尼斯家族俱樂部（英語：Johnny's Family Club）是傑尼斯事務所所屬藝人之粉絲後援會的母體及運營機構。其總部位於日本東京都澀谷區澀谷1-10-10宮山塔大廈（ミヤマスタワー）負1樓。該機構曾與2016年10月22日暫時關閉，并決定搬遷。
傑尼斯家族俱樂部同時還接受小傑尼斯的申請報名。原則上，傑尼斯事務所所屬藝人或團體正式發行CD并獲得事務所批准之後即可開設屬於自己的粉絲後援會。2023年10月更名為「Family Club」，2024年4月宣布Family Club正式關閉，SMILE-UP.旗下藝人資訊直接在星達拓娛樂官方網站上公佈。

## 活躍中的粉絲後援會
* 本章節列舉的是截止2021年11月仍處於活躍狀態的傑尼斯事務所藝人後援會。
| - TOKIO - KinKi Kids （後援會名：[Ki]×3） - 嵐 | - NEWS - 關西傑尼斯8  - KAT-TUN | - Hey! Say! JUMP - Kis-My-Ft2 - Sexy Zone - A.B.C-Z - Johnny's WEST | - King & Prince - SixTONES - Snow Man - 浪花男子 | - 木村拓哉 （後援會名：C&C） - 20th Century - 岡田准一 - 三宅健 |

## 已解散的粉絲後援會
- （田野近（日语：たのきんトリオ）（田原俊彦、近藤真彦、野村義男（日语：野村義男）（THE GOOD-BYE）的聯合粉絲後援會）

- 田原俊彦（“CS3”解散後而單獨組建的後援會）

- 近藤真彦（“CS3”解散後而單獨組建的後援會）

- 澀柿子隊（後援會名：YMF）

- 光GENJI

- 男鬥呼組（日语：男闘呼組）

- 赤坂晃（光GENJI解散後而單獨組建的後援會）

- 佐藤敦啟（光GENJI解散後而單獨組建的後援會）

- You&J
  - NEWS、關西傑尼斯8、KAT-TUN和脫團后獨立的赤西仁、山下智久等人的聯合粉絲後援會。后脫團獨立的內博貴在公演后，其後援會也掛靠在此。
  - 2011年2月發行的後援會會刊上表示本聯合後援會即將解散，要求所有註冊在籍的會員從上述藝人中選擇一名自己最喜歡的藝人而加入他的獨立後援會。2012年4月，家族俱樂部將所有選擇好的會員移籍到NEWS、關西傑尼斯8、KAT-TUN及山下智久等各自所屬的粉絲後援會。2012年4月30日，本聯合後援會正式關閉。2012年6月，按照關西傑尼斯8、KAT-TUN、NEWS、山下智久的順序發給對應粉絲新會員證。
  - 基於“海外活動以及現行粉絲後援會活動困難”為由，赤西仁粉絲後援會被轉移至個人郵件服務，2012年5月之後的會費全數返還給會員。而內博貴在脫退成為小傑尼斯之後，其後援會也被從中移除。

- SMAP
  - 2016年12月31日，後援會伴隨組合正式解散；2017年1月中旬正式關閉後援會。剩餘會費將每月退還給會員。
  - 2016年8月起，後援會已經禁止新會員註冊和老會員續費。
  - 預計未來將為成員們開設個人後援會。

- 瀧與翼
  - 2018年9月10日，後援會伴隨組合正式解散，後援會已經禁止新會員註冊，12月31日正式關閉後援會。

- 山下智久
  - 2020年10月31日，後援會伴隨本人離開事務所並於同日關閉。

- 少年隊（後援會名：少年隊Q&A）
  - 2020年12月31日，後援會伴隨錦織一清、植草克秀離開事務所，11月30日後援會已經禁止新會員註冊，12月31日正式關閉後援會。

- V6
  - 2021年11月1日，後援會伴隨組合正式解散，9月30日後援會已經禁止新會員註冊，11月1日正式關閉後援會，剩餘會費退還給會員。
  - 20th Century另單獨開設後援會，三宅健、岡田准一開設個人後援會。

## 會員福利
- 正式會員卡（附會員編號）
- 會刊（每年四期）
- 演唱會、舞台劇門票優先預約
- 廣播節目、電視節目觀眾應募，以及電影點映等活動參與招募
- 通過郵件、明信片以及內部電子公告板獲得最新資訊
- 相關紀念品

### 會員卡
會員卡的形狀會因為所屬後援會的不同而有所區別。
| - TOKIO：圓形會徽卡 - KinKi Kids：卡片型 - 嵐：卡片型 - NEWS：卡片型 - 關西傑尼斯8：卡片型 - KAT-TUN：卡片型 - Hey!Say!JUMP：卡片型 - Kis-My-Ft2 ：可更換式3D卡片型 - Sexy Zone：卡片型 - ABC-Z：卡片型 - Johnny's WEST：卡片型 - King & Prince：卡片型 - SixTONES：卡片型 - Snow Man：卡片型 | （已關閉的後援會） - Communication Super 3：卡片型 - 澀柿子隊：卡片型 - 光GENJI：卡片型（分為“光”版和“GENJI”版） - 男鬥呼組：項鏈 - You&J：厚塑料鑰匙卡（分紅、黑和藍三種顏色） - SMAP：卡片型（最初為鑰匙扣型卡） - 瀧與翼：鑰匙燈 - 山下智久：卡片型 - 少年隊：卡片型（最初為鑰匙扣型卡） - V6：鑰匙扣型卡 |

### 專屬會刊
粉絲後援會專屬會刊一年發行四期，但是也有可能會出現兩期合併為一期發行的事情。會刊的形狀為矩形，大小為A5紙張垂直長度的一半。會刊採用全彩印刷，主要內容是對藝人的採訪及照片，也會刊登藝人的書信或配圖文。也有可能發佈演唱會信息或舞台劇門票優先預約信息。
SMAP粉絲後援會的新年會刊在這幾年都是以年曆的形式發行，在這種情況下，會刊就不會刊登針對成員的採訪。
由於Kinki Kids也是自己粉絲後援會的會員，有針對他們的採訪說明，他們認為會刊不是那種書店排隊售賣的雜誌，而是刊登偶像個人企劃的地方，因此內容是豐富多彩的。
YOU&J每期會刊會發佈三組組合中一組的演唱會或舞台劇的信息，畢竟根據當時的安排，他們不可能一年四次都發佈自己的信息。
SixTONES、Snow Man、なにわ男子、小傑尼斯的會報是「電子會報」形式，以手機或電腦登入後援會會員專用網站後，便可瀏覽會報。

### 門票優先
如同其他藝人的粉絲後援會一樣，傑尼斯事務所所屬藝人的後援會也會向會員優先出售演唱會或舞台劇門票。有關門票出售通知和購買則是委託給同屬傑尼斯事務所的“演唱會事務局”（コンサート事務局）。
如果你是粉絲後援會的會員，原則上可以無限制地購買所有表演的門票。（只要門票的數量低於申請人數，那麼你就能申請到所有表演的門票。）但是如SMAP、嵐的演唱會，或堂本光一的舞台劇這些申請人數遠超門票數量的表演場次，那麼申請的通過次數可能就只有一次到兩次。這有點類似彩票，即是你購買了也不代表你最後一定中選。
同時也不是所有演唱會或舞台劇的門票都會出售，也有部分表演是不對外出售的。由於不是所有演唱會門票對外出售，因而只能憑藉後援會會員的身份申購，故而越來越多的人為了能看到演唱會而申請加入後援會。
由於門票申請上有“可能獲得加演門票”的注意事項，因此當你申請的演唱會有加演場次時，你有可能獲得加演場次的門票。不管你個人是否願意，你都必須購買這個場次的門票。

### 觀眾應募
當藝人有節目錄製或電影上映時，會員可以通過所屬後援會申請觀眾資格。

### 語音電話
每個藝人的粉絲後援會會員都可以通過撥打專門的熱線接入語音電話，語音電話會通知會員各種訊息。非會員也可以撥打這個熱線，但是只有會員才能收聽到相關訊息。
某些時候，這個語音會用藝人的聲音進行錄製。

### 會員窗口
會員窗口提供觀眾應募申請和處理粉絲信件，同時也會播放藝人的錄像。

### 小傑尼斯情報局
對於沒有組建後援會的藝人，或者那些想支持小傑尼斯的人，傑尼斯家族俱樂部組建了“少年情報局”（ジュニア情報局）。
當註冊成為情報局的會員之後，也可以收到印有藝人簽名信息的明信片，也能夠申請演唱會與舞台劇的門票預約。此外，當情報局所屬藝人在其他明星的舞台上表演時，會員也可以通過情報局申請門票購買。
少年情報局是建立在少年隊、光GENJI、男鬥呼組、忍者、Kinki Kids、V6等人組建後援會之前，為了是讓他們的粉絲也享受到粉絲後援會的服務（忍者最終在解散前也沒有成立自己的專屬後援會）。在V6成立自己的後援會之後，少年情報局與小傑尼斯情報局合併了。少年隊的後援會名為，在情報局時代就是這個名字，而在成立自己的後援會之後依舊延續了這個名字。
2012年5月16日，小傑尼斯俱樂部以電子郵件通知會員，A.B.C-Z和Sexy Zone將開設單獨的信息部門。但實際上，這些單獨部門並沒有成立。最後，他們開設了各自的專屬後援會。
2016年11月，小傑尼斯俱樂部開始收費，年費會2500日元。
隨著小傑尼斯開設ISLAND TV和YouTube頻道，使得內容多樣化，2020年1月1日開始，會員網頁中影片內容大幅更改，直播影片及發佈時間超過一年的影片均停止播放。

### 郵件服務
對於那些粉絲俱樂部已解散成員，或那些已畢業卻沒有成立粉絲後援會的小傑尼斯，傑尼斯家庭俱樂部提供專門的電子郵件服務。電子郵件包括這些人的相關演出訊息，門票申請和觀眾應募等。2017年10月開始，以“傑尼斯藝術家俱樂部”之名提供內海光司、佐野瑞樹，也包括後來的生田斗真、內博貴、中山優馬、風間俊介、屋良朝幸、長谷川純等人的資訊。同年11月19日開始，木村拓哉、2018年3月13日開始，浜中文一、4U、2020年6月20日開始，林翔太的資訊也加入此服務。佐野因2018年12月31日離開事務所，服務停止。木村拓哉因2020年7月26日開設個人後援會，資訊提供服務停止。

## 外部連結
- 傑尼斯事務所 > 傑尼斯家族俱樂部 （页面存档备份，存于）（日語）